# Mann muss nicht sein
Mann muss nicht sein (Originaltitel: Designing Women), in manchen deutschen Ausstrahlungen auch Sugarbaker’s, ist eine US-amerikanische Sitcom, die von 1986 bis 1993 von CBS produziert wurde. Sie besteht aus 163 Episoden in sieben Staffeln und handelt vom Alltag von vier Frauen, die in einem Innenarchitektur-Unternehmen arbeiten.
In Deutschland wurde die von 1993 bis 1996 auf Sat.1 beziehungsweise Super RTL erstausgestrahlt und später auf Sat.1 Comedy wiederholt.
Der Originaltitel ist ein Wortspiel, da er sich einerseits auf eine alte Bezeichnung für berechnende, hinterlistige Frauen und andererseits auf das Innenarchitektur-Büro (englisch interior design) der Hauptfiguren bezieht.

## Handlung
In der Serie geht es um vier Frauen und einen Mann, die beim Innenarchitektur-Büro Sugarbaker & Associates in Atlanta angestellt sind. Das sind die Gründerin und Leiterin Julia Sugarbaker, ihre Schwester und Teilhaberin Suzanne, die Innenarchitektin Mary Jo Shively, die Sekretärin Charlene Frazier-Stillfield sowie der Bote Anthony Bouvier. In der sechsten Staffel werden Charlene und Suzanne durch Charlenes Schwester Carlene und Suzannes Cousine Allison ersetzt, letztere wiederum in der letzten Staffel durch Bonnie Jean Poteet, eine neue, wohlhabende Bekannte und Geldgeberin der Frauen.
Neben dem beruflichen Alltag der Figuren, in dem sie sich unter anderem mit der nervtötenden Bernice Clifton, die sich ständig im Büro aufhält, und extravaganten Kundenwünschen wie denen eines neureichen Paars aus Beverly Hills auseinandersetzen müssen, steht in der Handlung auch ihr Privatleben im Mittelpunkt. In diesem werden sie oft mit sozialen Themen wie Armut, AIDS, Homosexualität, Rassismus oder Sexismus konfrontiert.

## Hauptfiguren

### Julia Sugarbaker
Julia ist die Gründerin und Leitern des Innenarchitektur-Unternehmens. Sie wohnt in einem sehr großen, alten Haus, das auch als Firmenzentrale fungiert. Es sollte einmal zum Denkmal erklärt werden, was aber scheiterte, da Julia gegenüber den vielen Touristen, die deswegen ihr Heim belagerten, die Nerven verlor. Sie wuchs in einem wohlhabenden Elternhaus auf und studierte zunächst an der University of North Carolina at Chapel Hill und anschließend an der Sorbonne.
Julia vertritt liberale, feministische Ansichten und unterstützt die Demokraten. Sie hat in der Vergangenheit am Marsch in Selma und diversen anderen Demonstrationen teilgenommen. In vielen Folgen hält sie leidenschaftliche Reden über sozial-politische Themen, so beklagt sie sich beispielsweise in einer Episode über Sweatshops, in einer anderen Folge über misogyne Diskriminierung. In einer weiteren Episode kritisiert sie eine Kundin scharf, die behauptet, dass alle AIDS-Patienten Sünder sein und ihren Tod verdienten.
Im Gegensatz zu ihrer Schwester Suzanne ist Julia intelligent, verantwortungsbewusst und will von Männern unabhängig sein, weswegen es zwischen den beiden öfter zu Streitigkeiten kommt. Allerdings zeigt sich in vielen Episoden, dass sich die beiden im Grunde eigentlich sehr gern haben. Julia ist verwitwet und hat einen erwachsenen Sohn namens Payne. Julia trifft im Laufe der Serie auf den Anwalt Reese Watson, mit dem sie eine Beziehung anfängt und den sie im Rausch versehentlich heiratet. Allerdings wird die Ehe nach einem Tag wieder annulliert. Reese erliegt in der fünften Staffel wie Julias erster Ehemann Hayden einem Herzinfarkt.

### Mary Jo Shively
Mary Jo wuchs in der Stadt Franklin in Kentucky auf. Sie scheint Alkohol nicht gut zu vertragen, da sie bereits nach dem Genuss eines Biers laut, unhöflich und aggressiv wird. Mary Jo ist eigentlich eine Innenarchitektin, wird aber mit verschiedensten Aufgaben betreut und ist daher eine Art „Mädchen für alles“ im Unternehmen. Sie ist eine loyale und fleißige Angestellte und anfangs sehr schüchtern, entwickelt aber dennoch schnell ein recht loses Mundwerk, was nicht selten zu Problemen mit Kunden führt. Mary Jo macht sich zudem gerne über Suzanne und später über Allison lustig.
Mary Jo heiratete ihre Jugendliebe Ted Shively sehr jung und zog mit ihm nach Guadalajara, da er aufgrund schlechter Zensuren dort Medizin studieren musste. Sie finanzierte ihm das Studium, indem sie in Mexiko als Sekretärin und Kellnerin arbeitete. Nach seinem Abschluss gingen sie wieder in die Vereinigten Staaten, wo er eine eigene Gynäkologie-Praxis eröffnete und sie Charlene kennen lernte. Nach einiger Zeit ließ sich Mary Jo von Ted scheiden, als sie von seinen zahlreichen Affären erfuhr. Mary Jo hat mit ihm die Kinder Claudia Marie und Quinton, erhält von Ted aber keinerlei Unterhaltszahlungen.
Nach ihrer Scheidung fällt es Mary Jo schwer, wieder Verabredungen zu haben, allerdings gelingt es ihr, eine mehrere Jahre dauernde, glückliche Beziehung mit J.D. Shackleford zu führen, einem Talent-Scout der Atlanta Braves. Mary Jo hat sonst nicht wirklich Glück beim anderen Geschlecht und trifft sich öfters mit jüngeren Männern unter ihrem geistigen Niveau. Beispielsweise hat sie in der siebten Staffel eine kurze Beziehung mit Craig Coleman, einem Katalog-Model, der zwar sehr attraktiv, dafür aber nicht wirklich intelligent ist. Am Ende der Serie wächst in ihr der Wunsch, erneut Mutter zu werden, weswegen sie versucht, durch eine künstliche Befruchtung noch einmal schwanger zu werden.

### Charlene Frazier-Stillfield
Charlene wuchs in einer streng religiösen Baptisten-Familie mit ihren Eltern Norvelle und Ione sowie zwölf Geschwistern in Poplar Bluff in Missouri auf. Deswegen wird sie als eine Art „Unschuld vom Lande“ dargestellt, da sie äußerst naiv ist und die Dinge stets auf ihre sehr eigene, idealistische Weise sieht. So betrachtet sie den Zweiten Weltkrieg aus einer rein romantischen Perspektive und ist ein großer Fan von Liebesliedern, vor allem der Interpreten Elvis Presley, Jerry Lee Lewis und Mickey Gilley. Sie schloss mit ihren High-School-Freundinnen einen Pakt, dass keine von ihnen bis zur Ehe Sex haben sollte, allerdings hielt sie sich als einzige daran, wie sie von ihrer damaligen besten Freundin und Bordell-Betreibern Monica Marlin erfährt. In einer Folge tritt sie aus ihrer Kirche aus, da Frauen nicht in den Klerus eintreten dürfen.
Als Mädchen wollte Charlene zunächst Priesterin und später Country-Sängerin bei Grand Ole Opry werden. Während der High School arbeitete sie für ein Drive-in-Restaurant am Schalter, anschließend als Platzanweiserin in einem Kino. Nach dem Besuch einer Sekretärinnen-Akademie zog sie zunächst nach Little Rock, bevor sie sich in Atlanta niederließ und Sekretärin von Julias Ehemann Hayden wurde. Julia stellte sie schließlich nach Haydens Tod ein, als sie ihr Unternehmen gründete. Charlene arbeitet als Vorzimmerdame und Sekretärin in der Firma. Dort versteht sie sich am besten mit Mary Jo, der sie all ihre Geheimnisse anvertraut. Obwohl Mary Jo Charlenes Unschuld liebenswert findet, ist sie von ihr auch nicht selten genervt, vor allem, da Charlene oft von banalen Ereignissen fasziniert ist. Ihr Sinnieren über Nichtigkeiten stellt vor allem Julias und Suzannes Geduld auf eine große Probe.
Aufgrund ihrer naiven Art und ihrer Gewohnheit, immer das Gute in Menschen zu sehen, wurde Charlene schon mehrmals Opfer von Betrügern. Zudem hat Charlene aufgrund ihrer Persönlichkeit einen ungewöhnlichen Geschmack für Männer. Am Anfang der Serie ist sie mit Shadow zusammen, der, wie sich herausstellt, ein Spion ist. Später trifft sie auf den stark übergewichtigen Unternehmer Mason Dodd, mit dem sie aufgrund seines Aussehens nicht in der Öffentlichkeit gesehen werden will und der sich schließlich ohne sie nach Japan absetzt. An ihrem Geburtstag begegnet sie dem Oberst Bill Stillfield, mit dem sie eine Beziehung anfängt. Sie heiraten schließlich und bekommen an der Seite ihrer prominenten Patentante Dolly Parton eine Tochter namens Olivia. In der ersten Folge der sechsten Staffel wird Bill nach Großbritannien versetzt, weswegen Charlene zusammen mit ihm das Land und somit die Serie verlässt.

### Suzanne Sugarbaker
Suzannes Kindheit in einer reichen, von Gouverneuren und anderen reichen Männern umgebenen Familie hat sie geprägt, weswegen sie in der Gegenwart oft rein sexuelle Verabredungen mit älteren, wohlhabenden Männern hat. Ihre Verabredungen sagen nicht selten wegen Altersbeschwerden wie Hüftleiden oder Aufenthalten auf der Intensivstation ab, was von Julia stets ironisch kommentiert wird. Suzanne vermeidet allgemein feste Verbindungen und muss nicht arbeiten, da sie von ihren Ex-Männern hohe Alimente erhält. Sie behauptet ständig, dass alle Frauen auf sie eifersüchtig seien, ist aber eigentlich traurig, da sie keine richtigen Freundinnen hat, und ihrerseits auf die enge Verbindung zwischen Charlene und Mary Jo neidisch. Dafür pflegt sie zur Verblüffung der anderen Frauen eine enge Freundschaft mit Anthony, den sie wie eine Art Ersatz-Freundin behandelt und mit ihm über ihre wahren Gefühle redet. Suzanne, die zwölf Jahre jünger als ihre Schwester Julia ist, wohnt wie diese ebenfalls in einem großen Haus und hat eine aus El Salvador stammende, etwas verrückte Haushälterin namens Consuela Valverde. Von dieser erhält Suzanne ihr Hausschwein Noel als Weihnachtsgeschenk, um das sie sich äußerst liebevoll kümmert, das aber irgendwann wegläuft.
Im Gegensatz zu Julia ist Suzanne eher konservativ eingestellt und versteht beispielsweise nicht, warum Blackface als rassistisch angesehen wird. Sie hat auch eine Vorliebe für Schusswaffen und besitzt zunächst ein Gewehr, später eine Pistole. Zudem ist sie Mitglied bei der NRA und verteilt regelmäßig Aufkleber der Organisation. Trotz ihres oft rücksichtslosen Auftretens kann Suzanne gelegentlich nett und fürsorglich sein. So kümmerte sie sich beispielsweise eine Zeit lang um das vietnamesische Flüchtlingskind Li Sing, engagierte als Überraschung für Quinton einen Weihnachtsmann-Darsteller und stand Julia nach Reeses Tod bei.
In ihrer Jugend nahm Suzanne an Schönheitswettbewerben teil und gewann elf Titel, so wurde sie unter anderem zur Miss Georgia World und Miss Atlanta Arboretum (englisch für Baumschule) gekrönt, worauf sie immer noch sehr stolz ist. In der Gegenwart hadert sie mit ihrem Übergewicht, dem Jo-Jo-Effekt und diversen anderen Unsicherheiten. Zu ihrem Entsetzen muss sie einmal eine ihrer damaligen Siegerkronen wieder abgeben und gesteht ihrer Schwester, dass die Schönheitswettbewerbe das Schönste in ihrem Leben waren und sie befürchtet, nie wieder etwas ähnlich Positives zu erleben.
Während Suzannes 15 Jahre dauernder Karriere bei Schönheitswettbewerben traf sie auf Reggie MacDawson, der ein Steuerberater ihrer Freundinnen war. Sie engagierte ihn ebenfalls als Berater und vertraute ihm blind, obwohl er Julia aufgrund seiner immerzu guten Laune verdächtig vorkam. Nach sechs Jahren verschwand er mit Suzannes gesamten Ersparnissen nach Bimini. Nach einem Jahr begegnet Suzanne ihm in einem Hotel in Atlanta. Er arbeitet als Page und Sänger, als Suzanne von ihm ihr Geld zurückfordert, ersteigert er für sie mit dem Rest ihres Geldes einen Zirkus und verschwindet erneut, da der Scheck nicht gedeckt war.
Suzanne war zunächst mit Dash Goff, einem Schriftsteller, verheiratet. Laut Suzanne war er der erste intelligente Mann, der sich in sie verliebte, da sonst immer nur Julia mit klugen Männern zusammen war. Anschließend war sie drei Jahre mit dem Atlanta-Braves-Spieler Jack Dent in einer sehr wechselhaften, von zahlreichen heftigen Auseinandersetzungen geprägten Ehe verheiratet. Ihr dritter Ehemann war J. Benton Stonecipher, über den nichts Näheres bekannt ist.
Am Anfang der sechsten Staffel zieht Suzanne zu ihrer Mutter Perky nach Japan, laut Julia, da es in dem Land viele ältere Männer gäbe und Suzanne bereits fast jeden Mann in den Vereinigten Staaten getroffen habe. Deswegen kommt sie in der Serie ab diesem Zeitpunkt nicht mehr vor.

### Bernice Clifton
Bernice ist mit Perky befreundet, die ihre Töchter bittet, ein Auge auf Bernice zu haben, da sie selbst meist außer Landes ist und sich daher nicht um ihre Freundin kümmern kann. Bernice ist weder in der Firma angestellt noch Teilhaberin, verbringt dort aber trotzdem viel Zeit, was vor allem Anthony äußerst missfällt, da sie sich aufgrund eines schwachen Blutgefäßes im Hals recht seltsam benimmt. Sie gibt den Sugarbaker-Angestellten regelmäßig ungefragt Gesundheits-Ratschläge und meldet sie ohne ihr Wissen bei diversen Wettbewerben an. Sie lebt im Altenheim Hillcrest Leisure Land, wo sie sich die meiste Zeit langweilt, weswegen sie dem Unternehmen sehr oft Besuche abstattet. Mit der Zeit gewöhnen sich die Frauen an Bernices exzentrisches Verhalten, wollen sich aber nicht um sie kümmern, weswegen sie diese Aufgabe oft an Anthony übertragen. Gelegentlich überrascht sie die anderen mit intelligenten Aussagen sowie Handlungen.
Bernice war mit dem verstorbenen Louis Clifton verheiratet, der ein Tänzer war und aus einer Zirkus-Familie stammte. Sie stammt wie die Frazier-Schwestern ebenfalls aus einer Baptisten-Familie, ihr Vater war Priester. Da sie selbst keine Kinder hat, betrachtet sie die Frauen und Anthony als eine Art Ersatzkinder. Von ihrem Verhalten ist vor allem Suzanne vollends genervt, die Bernice als „kleine Spinnerin“ bezeichnet. Sie behauptet, schon viele Liebhaber gehabt zu haben, und ist der festen, aber falschen Überzeugung, dass ihre Gefühle für Anthony auf Gegenseitigkeit beruhen. Anthony fährt Bernice auch regelmäßig zu verschiedensten Aktivitäten in der Stadt, beispielsweise Schönheits- und Tanzwettbewerben für Senioren.

### Anthony Bouvier
Anthonys Mutter konnte sich aufgrund ihrer Drogensucht nicht um ihn kümmern. Deswegen wuchs er bei seiner strengen, aber liebevollen Großmutter und ehemaligen Bürgerrechts-Aktivistin Dondi auf. An seinem 30. Geburtstag machen seine Kolleginnen seinen Vater Charles in New Orleans ausfindig, den er nie kennengelernt hat. Anthony ist über das Treffen zunächst nicht erfreut, entscheidet sich aber schließlich doch, Zeit mit ihm zu verbringen und ihn kennenzulernen. Anthony hat mehrere Geschwister, über die er kaum spricht.
Anthony saß eine Zeit lang unschuldig im Gefängnis. Er wartete im Auto, während seine Freunde in einem Laden Bier kaufen wollten. Sie raubten jedoch das Geschäft aus, weswegen Anthony als Komplize verurteilt wurde, obwohl er keinerlei Kenntnis über den Plan hatte. Sein Zellengenosse war T. Tommy Reed, der schon seit langem im Gefängnis saß und bedrohlich wirkte, weswegen die Häftlinge alles taten, was er sagte. Nach seiner Entlassung bestand Anthony einen GED-Test, absolvierte ein Jura-Studium und fing bei Sugarbaker Designs zunächst als Bürobote an, später wird er Teilhaber des Unternehmens.
Suzanne ist anfangs nicht erfreut, mit einem afroamerikanischen Ex-Häftling zusammenzuarbeiten, und erinnert ihn bei jeder Gelegenheit an seine Zeit im Gefängnis, obwohl er seine Vergangenheit hinter sich lassen will. Im Laufe der Serie bessert sich ihr Verhältnis, wodurch sich zwischen den beiden sogar eine echte Freundschaft, entwickelt. Bernice ist ebenfalls von ihm angetan, wobei sie ihn sowohl als Ersatzsohn betrachtet als auch attraktiv findet, worüber Anthony nicht gerade erfreut ist. Ein Running Gag besteht darin, dass Anthony die Frauen in vermeintlich sexuellen Situationen überrascht.
Anthony erste Freundin ist Lita Ford, ein Yuppie, die seine Kolleginnen nicht leiden können. Später fängt er eine Beziehung mit Vanessa Hargraves an, die ohne Erklärung ab der fünften Staffel nicht mehr vorkommt. Am Ende der sechsten Staffel verlobt er sich zum Missfallen der Frauen mit der reichen, arroganten Vanessa Chamberlain, die sich jedoch von ihm trennt. In der siebten Staffel heiratet Anthony im betrunkenen Zustand in Las Vegas das Showgirl Etienne Toussant, mit der er dennoch zusammenbleibt.

### Allison Sugarbaker
Allison ist die in New York lebende, wohlhabende Cousine von Julia und Suzanne. Ihre Eltern behandelten sie in ihrer Kindheit schlecht, weswegen sie den Süden in ihrer Jugend verließ. Sie studierte am Wellesley College und wurde beinahe von der CIA angeworben, was aber scheiterte, da sie kein Persisch sprach. Nach dem Studium arbeitete sie als Hilfskraft für eine reiche, blinde Frau, die sie allerdings nach einer schlechten Haarfärbung entließ. Ihr zweiter Arbeitgeber, Barry Binsford, kam durch ihre Mitschuld wegen Insiderhandel ins Gefängnis. Nach seiner Entlassung tritt er wieder in ihr Leben, behauptet, sich geändert zu haben und sie heiraten zu wollen, gibt ihr allerdings aus Rache vor dem Altar den Laufpass. Sie führte nur eine bedeutsame Beziehung mit einem Mann, den sie aufgrund seiner Besessenheit von Astronautik verließ.
Als Suzanne die Firma verlässt, zieht Allison nach Atlanta, kauft ihre Anteile und wird somit Teilhaberin, obwohl sie eigentlich gerne Chefin wäre. Sie ist äußerst ernst, selbstbewusst, zynisch und beharrt stur auf die Einhaltung von Regeln. Deshalb wird sie von keiner der anderen Figuren gemocht, vor allem nicht von Julia, Anthony und Mary Jo, obwohl ihre Argumentationen gelegentlich korrekt sind. Anthony bezeichnet sie als „Leona Helmsley im Tinkerbell-Körper“. Sie behauptet, dass sie für ihr Verhalten nichts könne, da sie unter der Obnoxious Personality Disorder (in etwa Unausstehliche Persönlichkeits-Störung, Anspielung auf Obsessive Personality Disorder, englische Bezeichnung für eine Zwangsstörung) leide. Nach Suzannes Auszug wohnt sie mit Anthony eine Zeit lang in deren ehemaligem Haus, da sie behauptet, es von Suzanne geleast zu haben, obwohl Anthony es eigentlich gemietet hat. Deswegen versuchen beide, den jeweils anderen herauszuekeln.
In der siebten Staffel kommt Allison nicht mehr vor, da sie mit ihren Anteilen am Firmen-Vermögen eine Victoria’s Secret-Kette erwirbt und die Stadt verlässt.

### Carlene Frazier-Dobber
Carlene fängt ab der sechsten Staffel als Ersatz für ihre Schwester Charlene im Unternehmen an. Sie blickt mit Erstaunen auf die Großstadt Atlanta, da sie Poplar Bluff noch nie verlassen hat. Sie ist noch naiver und gutmütiger als Charlene. Deswegen sind ihre Kolleginnen wie schon bei Charlene zwar von ihrer Naivität genervt, haben sie aber aufgrund ihrer Unschuld und freundlichen Art recht gern.
Ihr Ex-Mann Dwayne Dobber, den sie bereits kurz nach ihrem High-School-Abschluss heiratete und von dem sie seit Kurzem geschieden ist, ist alles andere als charmant und hat keine Klasse, was Carlene zum Entsetzen ihrer Kolleginnen aber ganz anders sieht. Er benahm sich während ihrer Ehe äußerst ungehobelt und ließ sich von ihr bedienen. Carlene bereitete Dwayne schließlich 30 Fertigmahlzeiten als Vorrat zu und verließ ihn. Carlene fühlt sich Dwayne immer noch verbunden, strebt aber keine neue Beziehung mit ihm an.
Mary Jo kümmert sich um Carlene und bringt ihr die Großstadt-Realität näher, zudem verteidigt sie sie vor Julia und Allison, die nicht selten auf Carlenes Naivität genervt reagieren. Deswegen respektiert Carlene sie sehr. Obwohl Allison Carlene als äußerst einfältige Hinterwäldlerin betrachtet, erklärt sie sich dazu bereitet, ihr den College-Besuch zu finanzieren. Carlene gelingt es allmählich, sich an das Leben in Atlanta zu gewöhnen, auch wenn ihre Ansichten etwas wirr bleiben und sie in problematischen Situationen oft auf das Landleben schließt.

### Bonnie Jean „BJ“ Poteet
BJ kommt nur in der siebten und letzten Staffel der Serie vor. Trotz ihres sehr großen Wohlstands ist sie bodenständig und erfreut sich an den kleinen Dingen des Alltags. Sie ist von den bizarren Persönlichkeiten ihrer Kolleginnen begeistert und hat großen Spaß dabei, diese in ihrem doch sehr ungewöhnlichen Alltag zu beobachten. In der Nacht, in der sie das Team zum ersten Mal kennenlernt, befreien sich die anderen im betrunkenen Zustand von ihren Hemmungen, während sie sie dabei beobachtet, da sie sich gerade von ihrer Alkoholkrankheit erholt. Ihr Vermögen betrug mehrere Millionen Dollar, allerdings war es ihr wichtiger, jemanden zum Reden zu haben, weshalb sie ihr Geld dafür verwendete, das Innenarchitektur-Unternehmen vor dem finanziellen Ruin zu bewahren und Zeit mit den Mitarbeitern zu verbringen. Diesen besorgt sie zudem regelmäßig neue Aufträge. In der letzten Folge der Serie will ein Konkurrent BJs Unternehmen Poteet Industries übernehmen und Sugarbakers schließen lassen, was aber verhindert wird.
Obwohl ihr ihre eigenen Meinungen sehr wichtig sind, hat BJ kein Problem damit, sich mit Personen anzufreunden und sie freundlich zu behandeln, die ihre Ansichten nur begrenzt oder überhaupt nicht teilen. Allerdings hat sie eine Vorliebe dafür, andere mit ihrem Sarkasmus zu verwirren und sie mit bewussten Aussagen zu provozieren. Vor allem Julia ist BJs Lieblingsopfer. Da sie von deren links-liberalen Ansichten weiß, lenkt BJ oft das Gespräch auf Themen, auf die Julia sehr heftig reagiert.
BJ arbeitete früher als Gerichtsreporterin in Houston, nachts zudem als Go-go-Tänzerin, um für ihren Lebensunterhalt aufzukommen. Im Gerichtssaal lernte sie während eines Prozesses den reichen Unternehmer James Poteet kennen und lieben, die beiden heirateten kurze Zeit später. Ihre Ehe war nur von kurzer Dauer, da James während seiner Hochzeit einem Herzinfarkt erlag.

## Nebenfiguren

### Liebschaften

#### Reese Watson
Reese lebt alleinstehend in einer Villa, die einzige Person, mit der er sein Leben teilt, ist seine langjährige Haushälterin Hattie Mae. Er studierte an der Yale University und ist ein erfolgreicher Anwalt. Seine beiden erwachsenen Kinder Ancel und Margaret sind bereits außer Haus. Nachdem Reeses Frau Mary Alice an Krebs gestorben war, dauerte es lang, bis er wieder bereit war, eine neue Beziehung anzufangen. Als er Julia kennenlernt, zeigt sich schnell, dass er wie sie temperamentvoll ist. Deswegen neckt und provoziert er sie oft. Dank seines Sinns für Humor und Charmes ist Julia von ihm angetan. Die beiden führen eine glückliche Beziehung, bis Reese in der fünften Staffel völlig unerwartet an einem Herzinfarkt stirbt.

#### James Dean „J.D.“ Shackleford
J.D. ist ein Talent-Scout der Atlanta Braves und der erste Mann, mit dem sich Mary Jo nach ihrer Scheidung trifft. Ihre Verabredung wurde ohne Mary Jos Wissen von Suzanne organisiert. Obwohl J.D. und Mary Jo sehr unterschiedliche Persönlichkeiten haben, verstehen sie sich recht gut und beginnen eine Beziehung. Diese wird oft von Janet sabotiert, die früher mit J.D. verheiratet war und gerne wieder mit ihm zusammenkommen würde. J.D. hat drei Kinder namens Rex, Hanna und Bert. Mary Jo ist um ein gutes Verhältnis der drei zu ihren eigenen Kindern stets bemüht. Nach drei Jahren wollen Mary Jo und J.D. heiraten. Er verliert allerdings seine Arbeit und muss deswegen für eine neue Stelle nach Cincinnati umziehen. Da Mary Jo nicht bereit ist, mit ihm mitzugehen, trennen sich die beiden, beschließen jedoch, befreundet zu bleiben.

#### Ted Shively
Ted ist der Ex-Mann von Mary Jo. Er ist Frauenarzt und hat viele Affären mit Patientinnen. Er ist über den vermeintlichen Verlust seiner Haare und Jugend derart besorgt, dass er sich einer Haartransplantation unterzog und regelmäßig ein Sonnenstudio aufsucht. Mary Jo trennt sich aufgrund seines Ehebetrugs schließlich von ihm und ist genervt, da sein Materialismus auch auf die gemeinsamen Kinder übergeht. Einmal macht er Suzanne, nachdem sie mit ihm eine Sex-Verabredung hatte, einen Heiratsantrag, den sie ablehnt. Er merkt, wie sehr ihm Mary Jo fehlt, und ist über ihre Beziehung mit J.D. verärgert, was er aber nie zugeben würde.

#### Oberst William „Bill“ Stillfield
Bill tritt in Charlenes Leben, als er in seiner Air-Force-Uniform das Unternehmen aufsucht und die Frauen beauftragt, einen Aufenthaltsraum in einem Veteranen-Krankenhaus zu gestalten. Charlene denkt, dass ihre Kolleginnen Bill engagiert haben, da sie Geburtstag hat und immer schon einmal eine Verabredung mit einem Soldaten haben wollte. Laut eigener Aussage stammt Bill aus einer alten Adelsfamilie und war sechs Jahre lang mit Nancy verheiratet, die aber wie Reeses Frau ebenfalls einem Krebsleiden erlag. Deswegen wollte er sich zunächst nicht wieder verlieben, da er der Überzeugung war, Nancy so zu „verraten“. Er beginnt schließlich mit Charlene eine Beziehung und heiratet sie nach seiner Rückkehr aus dem Golfkrieg. Am Neujahrstag 1992 wird ihre Tochter Olivia geboren, die nach seiner Schwester benannt ist. In der ersten Folge der sechsten Staffel ziehen Bill und Charlene aufgrund seiner Versetzung nach Großbritannien.

#### Dash Goff
Dash war Suzannes erster Ehemann. Er ist ein Schriftsteller und College-Dozent. Sowohl in seinen Büchern als auch an seiner Sprechweise lässt sich erkennen, dass er den Alltag auf eine tiefgründige Art und Weise analysiert. Er traf Suzanne, als sie an der Universität Ole Miss University an einem Stand gegen Bezahlung Küsse anbot. Suzanne fühlte sich aufgrund seines Charmes sofort zu ihm hingezogen, was auf Gegenseitigkeit beruhte. Obwohl sich die beiden liebten, war ihre Ehe von langen schlechten Zeiten geprägt, wobei sein Alkoholismus ein Grund dafür war. Letztlich trennten sie sich, da ihre Persönlichkeiten zu verschieden waren. Dash besucht sie manchmal noch, wenn er Inspirationen für seine Bücher benötigt. Sein neuestes Werk The Afternoon Wife basiert auf seiner Zeit mit Suzanne und seiner Bekanntschaft mit ihren Kolleginnen.

#### Vanessa Hargraves
Vanessa ist zunächst Anthonys Silvester-Verabredung. Als die beiden zusammen im Krankenhaus sind, da Charlene ihr Baby bekommt, blamiert sie ihn, in dem sie laut singt, tanzt und ihm vorschlägt, später auf Julias Sofa miteinander zu schlafen. Da er aufgrund ihrer Arbeitslosigkeit Mitleid mit ihr hat, bittet Anthony Julia, Vanessa während der Inventur zu beschäftigen. Im Laufe der Zeit fühlt sich Anthony immer mehr zu ihr hingezogen und verliebt sich in sie. Anthony zuliebe will Vanessa mithilfe von Suzanne ihr Äußeres und ihre Persönlichkeit ändern und nimmt eine Arbeitsstelle in einer Bibliothek an. Anthony ist davon ergriffen und beginnt mit ihr eine Beziehung. Ab der fünften Staffel ist Vanessa ohne Erklärung nicht mehr Teil der Serie.

#### Etienne Toussant-Bouvier
Nachdem Anthony von seiner arroganten Freundin Vanessa Chamberlain verlassen wurde, fahren seine Kolleginnen zur Aufmunterung mit ihm nach Las Vegas. Nach einer durchzechten Nacht wacht er am nächsten Morgen neben Etienne, einem Showgirl, auf. Obwohl er sie im Rausch geheiratet hat, findet er Gefallen an ihr und bleibt mit ihr zusammen. Etienne kann etwas anstrengend sein, da sie davon überzeugt ist, ihre ehelichen Pflichten voll und ganz erfüllen zu müssen. Deswegen will sie mit Tony, wie sie ihn nennt, gleich nach ihrer Ankunft in Atlanta ein Kind zeugen. Sie ist ein wenig einfältig, will aber jeden Tag neue Wörter lernen. Zudem hat sie stets schlichte Inspirationen, wie sie ihren Alltag verbessern könnte, diese nennt sie selbst Visionen.

#### Dwayne Dobber
Dwayne hält sich für etwas Besonderes und behauptet, gebildeter und weltgewandter als Carlene zu sein, da er angeblich der beste Import-Autoverkäufer in Süd-Missouri sein soll. In Wahrheit besitzt er aber keinerlei Klasse. So forderte er Carlene während ihrer Ehe auf, seinen Freunden in Hotpants Getränke zu servieren, feierte mit diesen lange und exzessive Partys, trug beim Abendessen nie ein Hemd und rülpste ungeniert. Deswegen verließ sie ihn schließlich. Seine Ex-Frau hält Dwayne zum Entsetzen ihrer Kolleginnen für einen Charmeur. In einer Folge besucht er sie und gibt ihr seine Erlaubnis, sich mit anderen Männern zu verabreden.

### Verwandte und Bekannte

#### Payne McIlroy
Payne ist Julias Ein und Alles, vor allem nach dem Tod seines Vaters. Sie hat ihn nach ihrem Urgroßvater mütterlicherseits benannt. Die beiden haben eigentlich ein recht gutes Verhältnis zueinander, obwohl er sie gerne provoziert. Payne ist im Gegensatz zu vielen anderen seiner Familienmitglieder rationaler und bodenständiger. Er macht schließlich den Abschluss an der Vanderbilt University und heiratet seine Freundin Sylvie. Payne zieht mit ihr nach New York und beginnt eine Karriere im Verlagswesen.

#### Perky Sugarbaker
Julia und Suzannes Mutter wird in der Serie oft erwähnt, kommt aber nur einmal an Thanksgiving zu Besuch. Sie war insgesamt fünf Mal verheiratet, zweimal davon mit Julias und Suzannes verstorbenem Vater. Perky wohnt im Altenheim Hillcrest Leisure Land, wo sie sich so langweilt, dass sie beschließt, nach Japan auszuwandern. Über sie ist sonst nicht viel bekannt bis auf die Tatsache, dass sie über ihr Alter lügt, da sie laut Suzannes Geburtsurkunde bei der Geburt jünger als Julia war.

#### Claudia Marie Shively
Claudia Marie ist Mary Jos jugendliche Tochter. Sie ist recht temperamentvoll und bereitet ihrer Mutter mit der Auswahl ihrer Freunde oft unbeabsichtigt Probleme. So geht sie einmal mit einem afroamerikanischen Mitschüler zu einem Schulball, dessen Vater dagegen ist und ihrer Mutter Vorwürfe macht. In einer anderen Folge geht sie mit einem sehr attraktiven Jungen aus, worauf Mary Jo sofort in Panik gerät und glaubt, dass die beiden wahrscheinlich Sex haben werden. Im Alter von 17 Jahren wird sie in einer Bar von einem Mann angesprochen, der in etwa so alt wie ihrer Mutter ist und nicht weiß, wie jung Claudia wirklich ist. Als er ihr wahres Alter herausfindet, trifft er sich stattdessen mit Mary Jo, wodurch es zwischen ihr und Claudia zum Streit kommt. In der sechsten Staffel geht sie aufs College und wird nur noch selten erwähnt.

#### Quinton Shively
Quinton, meistens nur Quint genannt, ist Mary Jos jüngeres Kind und scheint recht unerzogen zu sein, da sie bei der Arbeit oft davon berichtet, was er wieder angestellt hat. So brach er einmal bei den Nachbarn ein, um dort Videospiele zu spielen, oder hat sich als Alligator verkleidet und damit seine Schwester und ihre Freundinnen auf ihrer Pyjamaparty erschreckt. Zudem sucht er unter den Bänken in der Schule mit einem Metalldetektor nach Kleingeld. Einmal benutzt er vermehrt vulgäre Ausdrücke, weswegen ihn Anthony überzeugt, dass wahre Männer statt Flüchen das Wort phooey benutzen. In einer anderen Folge nimmt ihn sein Onkel mit auf die Jagd. Während des gesamten Ausflugs ist Quinton davon besessen, ein Reh zu erlegen.

#### Norvelle & Ione Frazier
Norvelle und Ione sind Charlene und Carlenes Eltern. Ione wuchs mit vielen Brüdern auf und wollte Sängerin werden, um eines Tages bei Grand Ole Opry auftreten zu können. Stattdessen verliebte sie sich in Norvelle und heiratete ihn mit 15 Jahren. Die beiden haben neben Charlene und Carlene elf weitere Kinder. Sie brachten ihnen bei, immer ehrlich und moralisch zu handeln, und erzogen sie streng christlich. Die Familienmitglieder haben ein enges Verhältnis zueinander und singen an Weihnachten immer zusammen Stille Nacht, heilige Nacht. Bis auf Charlene und Carlene hat keiner von ihnen Poplar Bluff je verlassen.

#### Consuela Valverde
Consuela ist Suzannes Haushälterin, die auch bei ihr wohnt. Sie stammt aus San Salvador und wird zwar oft erwähnt, ist aber in der Serie nie zu sehen. Sie stammt aus einer überaus großen Familie, deren Mitglieder allesamt in der Fleischverarbeitungsindustrie tätig sind. Consuela benimmt sich bei Suzanne wie bei sich zu Hause, so trägt sie beispielsweise ihre Extensions und ruft auf ihre Kosten Verwandte in El Salvador an. Suzanne tut nichts dagegen, da angedeutet wird, dass Consuela psychotische Züge hat und zudem Voodoo beherrscht. Ihr Verhältnis bessert sich mit der Zeit. Als ihre Abschiebung droht, bringt Suzanne Anthony dazu, sich so lange als ihre Haushälterin auszugeben, bis Consuela die amerikanische Staatsbürgerschaft beantragt.

#### Noel
Noel ist Suzannes Hausschwein. Die Sau war ein Weihnachtsgeschenk von Consuela, was auch ihren Namen erklärt (vom französischen Wort Noël für Weihnachten). Suzanne brachte es nicht übers Herz, sie in ein Schlachthaus zu bringen, weswegen sie sie als Haustier behielt. Suzanne liebt Noel innig, zieht ihr Diamant-Halsbänder an und fährt sie regelmäßig zu Dairy Queen. Suzannes Kolleginnen finden ihre Beziehung zu ihrem Schwein höchst eigenartig, zudem hat Noel starke Blähungen, weswegen sie von dem Tier nicht angetan sind. Deshalb teilen sie Suzannes Trauer nicht, als Noel wegläuft und nicht wiederkommt.

#### Randa Oliver
Randa ist ein Mädchen, dessen Eltern Kunden der Sugarbakers sind. Eines Tages lassen sie ihre Tochter im Büro der Frauen, die eigentlich nur ihr Kinderzimmer neu einrichten sollen, und machen einen langen Urlaub in Europa. Weil ihre Kolleginnen mit Randas ungestümer Art schnell überfordert sind, muss sich Julia um sie kümmern. Sie merkt schnell, dass das verwöhnte Kind nur etwas Erziehung und Aufmerksamkeit benötigt. Dadurch schafft sie es schließlich, aus Randa ein nettes, höfliches Mädchen zu machen.

#### Ray Don Simpson
Ray begegnet den Frauen in der ersten Folge in einem Sushi-Restaurant. Er fragt sie, ob sie mit ihm ausgehen wollen, wird aber von Julia sehr schroff abgewiesen. Dies wird für sie zum Problem, da er wenig später dem Unternehmen eine Wirtschaftsprüfung unterzieht. Im Folgejahr sucht sie ihn auf, weil er dem IRS-Büro in Atlanta vorsteht. Sie will Suzanne helfen, deren Steuerberater mit ihrem Geld verschwunden ist und ihrem Haus deswegen eine Pfändung droht. Julia versucht, mit Ray zu flirten, jedoch fällt es ihr sehr schwer, sich Spott über sein schlecht sitzendes Toupet zu verkneifen. Ray nimmt ihr ohnehin ihre Worte vom letzten Jahr immer noch übel, weswegen er Suzanne nicht hilft.

#### Rusty
Rusty ist der Vertrags-Elektriker der Firma. Er wird oft das Opfer von hämischen Bemerkungen der Frauen, insbesondere von Mary Jo. Vor allem die Tatsache, dass er seine Hose weit unter der Taille trägt, verblüfft Mary Jo und Charlene, weswegen sie ihn stets damit aufziehen und gelegentlich Streiche spielen. Rusty ist von Julias elegantem Auftreten sehr angetan, weswegen er sie an seinem 40. Geburtstag um eine Verabredung bittet. Da sie ihn nicht verletzen will, sagt sie zu, besteht aber auf ein platonisches Treffen. Allerdings bittet er sie kurz darauf um eine zweite Verabredung, weswegen Julia Mary Jo überredet, sich mit einem Freund von Rusty und somit zu viert zu treffen. Diese Erfahrung ist für Mary Jo nicht sehr angenehm, da der Mann ungehobelt ist und ein durchsichtiges Hemd trägt, wodurch seine starke Körperbehaarung deutlich zu sehen ist.

## Besetzung und Synchronisation

### Hauptrollen
| Rolle                       | Darsteller     | Hauptrolle | Synchronsprecher    |
| --------------------------- | -------------- | ---------- | ------------------- |
| Julia Sugarbaker            | Dixie Carter   | 1.01–7.22  | Barbara Feindt      |
| Mary Jo Shively             | Annie Potts    | 1.01–7.22  | Margrit Straßburger |
| Charlene Frazier-Stillfield | Jean Smart     | 1.01–6.02  | Katja Brügger       |
| Suzanne Sugarbaker          | Delta Burke    | 1.01–5.24  | Micaëla Kreißler    |
| Anthony Bouvier             | Meshach Taylor | 1.06–7.22  | Uli Krohm           |
| Allison Sugarbaker          | Julia Duffy    | 6.01–6.23  | Hildegard Krekel    |
| Carlene Frazier-Dobber      | Jan Hooks      | 6.01–7.22  | Marion von Stengel  |
| Bonnie Jean „BJ“ Poteet     | Judith Ivey    | 7.01–7.22  |                     |
| Bernice Clifton             | Alice Ghostley | 1.07–7.22  |                     |

### Nebenrollen
| Rolle                            | Darsteller                          | Nebenrolle                  |
| -------------------------------- | ----------------------------------- | --------------------------- |
| Reese Watson                     | Hal Holbrook                        | 1.08–4.04                   |
| James Dean „J.D.“ Shackleford    | Richard Gilliland                   | 1.05–5.07                   |
| Ted Shively                      | Scott Bakula                        | 1.01, 1.12–1.13, 2.02, 2.21 |
| Oberst William „Bill“ Stillfield | Douglas Barr                        | 2.09–5.22                   |
| Dash Goff                        | Gerald McRaney                      | 2.06, 2.22                  |
| Vanessa Hargraves                | Olivia Brown                        | 4.13–4.14, 4.18, 4.20, 4.27 |
| Etienne Toussant-Bouvier         | Sheryl Lee Ralph                    | 7.06–7.22                   |
| Dwayne Dobber                    | Ray McKinnon                        | 6.04, 7.02                  |
| Payne McIlroy                    | George Newbern                      | 1.04, 2.12, 4.19, 6.15      |
| Perky Sugarbaker                 | Louise Latham                       | 1.07                        |
| Claudia Marie Shively            | Priscilla Weems                     | 1.02–5.11                   |
| Quinton Shively                  | Brian Lando Robert Hy Gorman        | 1.02–6.09 3.01              |
| Norvelle Frazier                 | James Ray Sandy Kenyon Barry Corbin | 1.17 3.14 3.18              |
| Ione Frazier                     | Ronnie Claire Edwards               | 1.17, 3.18                  |
| Ronda Oliver                     | Lexi Randall                        | 5.03, 5.21–5.24             |
| Ray Don Simpson                  | Arlen Dean Snyder                   | 1.01, 1.05, 2.17            |
| Rusty                            | Michael Goldfinger                  | 4.18–6.11                   |

## Produktion

### Besetzung
Die Hauptdarstellerinnen Dixie Carter und Delta Burke standen bereits für die von 1982 bis 1983 ausgestrahlte Sitcom und Westernserien-Parodie Filthy Rich gemeinsam vor der Kamera. Burke war zudem wie ihre Figur Suzanne ebenfalls eine ehemalige Siegerin bei einem großen Schönheitswettbewerb (in ihrem Fall die Miss Florida von 1974).
Die Ehemänner mehrerer der ursprünglichen Hauptdarstellerinnen waren in der Serie zu sehen. Sowohl Burke als auch Jean Smart lernten ihre späteren Partner Gerald McRaney beziehungsweise Richard Gilliland am Set kennen. Carters Ehemann Hal Holbrook spielte den Freund ihrer Figur.
Meshach Taylor sollte eigentlich nur in einer Folge mitwirken. Allerdings gefiel den Produzenten seine Zusammenarbeit mit den Hauptdarstellerinnen derart, dass sie seine Rolle schließlich in das Stammensemble mit aufnahmen.
Smart bemerkte am Drehtag der Hochzeits-Folge ihrer Figur Charlene, schwanger zu sein. Die Autoren entschieden sich, die Schwangerschaft in die Handlung mit aufzunehmen. Annie Potts wurde einige Jahre später ebenfalls schwanger, ihre Figur Mary Jo aber im Gegensatz zu Charlene nicht. Eigentlich war für sie ebenfalls eine Schwangerschaft eingeplant, allerdings erwartete die Titelfigur der CBS-Sitcom Murphy Brown im selben Zeitraum ebenfalls ein Kind, weswegen die Idee vom Sender verworfen wurde.
Marla Maples war in einer Folge von 1991 in einer Gastrolle zu sehen. Sie spielte eine Frau, die Charlene tröstet, nachdem diese von einem Mann verlassen wurde. Die von Maples dargestellte Figur fordert sie auf, den Mann zu vergessen und unabhängig zu werden. Am Ende der Episode ruft Julia davon inspiriert Donald Trump an und kritisiert ihn für seine damals in der Presse vielfach behandelten Liebschaften. Zum Zeitpunkt der Ausstrahlung führten Maples und Trump eine außereheliche Beziehung.

### Drehorte
Das Haus, in dem die Büro-Szenen gedreht wurden, ist die The Villa Marre, ein 1881 im viktorianischen Stil gebautes, denkmalgeschütztes Haus in Little Rock. Als Kulisse für Suzannes Wohnsitz diente ein weiteres Denkmal. Es ist die Arkansas Governor’s Mansion, der Amtssitz des Gouverneurs von Arkansas.

### Titellied
Das Intro-Titellied der Serie war Georgia on My Mind. Es wurde in den ersten fünf Staffeln rein instrumental von Doc Severinsen interpretiert. In den letzten beiden Staffeln war Ray Charles’ Cover im Vorspann zu hören.

## Produktions-Hintergründe

### Politische Themen in der Serie
Linda Bloodworth-Thomason und ihr Ehemann Harry Thomason, die die Serie kreierten, waren mit dem damaligen Präsidenten Bill Clinton und seiner Frau Hillary befreundet. Deswegen ist die Protagonistin Julia Sugerbaker eine Anhängerin von ihm. Zudem spiegelten viele ihrer politischen Reden die liberalen Ansichten von Bloodworth-Thomason wider. Damit war die Hauptdarstellerin Carter zunächst nicht einverstanden, da sie im Gegensatz dazu eine eher konservative Republikanerin war. Deswegen traf sie mit den Produzenten eine ungewöhnliche Vereinbarung. Immer wenn Julia etwas sagte, dem sie persönlich widersprach, durfte sie im Gegenzug in einer späteren Folge ein Lied singen.

### Kurzzeitiges Ende der Serie und starke Quotensteigerung
Während der Ausstrahlung der ersten Staffel 1986 verschob CBS die Serie trotz relativ hoher Quoten von Montagnacht zunächst auf Donnerstag- und später auf Sonntagnacht, weswegen die Einschaltquoten stark sanken. CBS unterbrach die Produktion der Serie für unbestimmte Zeit und wollte sie schließlich absetzen, was durch ungefähr 50.000 Zuschauer-Protestbriefe verhindert wurde. CBS verlängerte die Serie um eine zweite Staffel und verlegte den Sendeplatz von Samstag wieder auf Montag, um nicht mit der NBC-Serie Golden Girls konkurrieren zu müssen. Dadurch stiegen die Quoten der Produktion in den Folgejahren deutlich, weswegen Mann muss nicht sein von 1986 bis 1988 regelmäßig eine der 20 meistgesehenen Serien der USA war.
Von 1989 bis 1992 wurde die Serie zusammen mit Murphy Brown ausgestrahlt. Dies hatte für beide Produktionen eine erhebliche Quotensteigerung zur Folge. Ein Grund war wahrscheinlich, dass sie mit Frauen mittleren Alters dieselbe Zielgruppe hatten. In dieser Zeit war Mann muss nicht sein oft eine der 30 meistgesehenen Serien im US-amerikanischen Fernsehen und somit die erfolgreichste CBS-Serie. Mann muss nicht sein war zudem die einzige von 25 Serien der großen amerikanischen Sender, die im Jahr 1986 erstmals gesendet wurde und in der Fernsehsaison 1992/1993 immer noch lief.

### Ausscheiden von Delta Burke, Jean Smart und Julia Duffy
Delta Burke beklagte sich im Laufe der Jahre immer öfter über die langen Arbeitszeiten, die die Schauspieler am Set verbringen mussten, und weitere Details in ihrem Vertrag. Sie machte ihren Unmut darüber öffentlich, vor allem gegenüber Bloodworth-Thomason und Thomason. Dies hatte zur Folge, dass Burke im Jahr 1991 die Serie verließ, laut eigenen Angaben auf Druck von Bloodworth-Thomason. Burke zerstritt sich darüber zudem mit Carter, die sie nicht unterstützte und stattdessen zu den Verantwortlichen hielt. Die beiden versöhnten sich erst nach zehn Jahren. Jean Smart verließ die Serie im selben Jahr ebenfalls, da sie mehr Zeit mit ihrer Familie verbringen wollte und ihrer Figur überdrüssig geworden war. Die letzte Folge mit Smart wurde von 30 Millionen Zuschauern gesehen, was einen Quotenrekord für die Serie darstellte.
Julia Duffy verkörperte aus diesem Grund in der sechsten Staffel die neue Figur Allison, die aber beim Publikum aufgrund ihres arroganten und unsympathischen Verhaltens nicht gut ankam. Deswegen kündigte Duffy auf Wunsch des Senders und wurde wiederum durch Judith Ivey ersetzt. Dafür wurde der Vertrag von Jan Hooks, die ebenfalls als Neuzugang für die sechste Staffel verpflichtet worden war, verlängert. Der Mehrheit der Zuschauer und Kritiker gefiel zwar ihre Figur anfangs ebenfalls nicht wirklich, was sich aber im Laufe der Ausstrahlung der Staffel änderte.

### Absetzung der Serie
Trotz der guten Einschaltquoten der sechsten Staffel verlegte CBS die siebte Staffel auf Freitagnacht, die in den USA als Friday Night Death Slot bezeichnet wird. Fernsehserien, die zu diesem Zeitpunkt laufen, erreichen in der Regel äußerst schlechte Einschaltquoten und werden daher meistens kurz darauf eingestellt. Mann muss nicht sein fiel vom 6. auf den 67. Nielsen-Rang zurück und wurde zusammen mit den CBS-Serien Major Dad und Golden Palace abgesetzt.
Am 4. Januar 1995 startete mit Women of the House zwei Jahre nach dem Ende von Mann muss nicht sein ein Spin-Off der Originalserie. In diesem geht es um Suzanne, erneut verkörpert von Delta Burke, deren mittlerweile fünfter Ehemann stirbt, worauf sie seinen Platz im Repräsentantenhaus der Vereinigten Staaten in Washington übernimmt. Women of the House konnte bei Weitem nicht an den Erfolg von Mann muss nicht sein anknüpfen und wurde nach einer 13 Folgen langen Staffel von CBS wieder abgesetzt.

## Ausstrahlungen und Heimkino-Veröffentlichungen
Von April 1991 bis Juni 1992 strahlte CBS einige Wiederholungen der Serie aus.
Die US-amerikanische Firma Shout! Factory veröffentlichte von 2009 bis 2012 alle Staffeln auf DVD.
Im Mai 2014 erwarb der sich vorrangig an queere Personen richtende Sender Logo die Ausstrahlungsrechte an Mann muss nicht sein. Die Serie wurde mutmaßlich deshalb ins Programm aufgenommen, weil sie in der US-amerikanischen LGBT-Gemeinschaft aufgrund ihrer für die 1980er Jahre sehr liberalen Behandlung von  Homosexualität relativ beliebt ist. Zudem ist Mann muss nicht sein seit dem 28. August 2019 auf Hulu abrufbar. Allerdings handelt es sich bei den Folgen um syndizierte Versionen mit einem anderen Vorspann als in den CBS-Ausstrahlungen.
In Deutschland wurde die Serie zunächst von 1993 bis 1996 auf Sat.1 und Super RTL erstausgestrahlt. Von 1996 bis 1999 sendeten Comedy & Co. und TV München Wiederholungen der Produktion. Seit letztmaligen Wiederholungen von Juni bis Dezember 2006 auf Sat.1 Comedy wurde Mann muss nicht sein im deutschsprachigen Raum weder im Fernsehen ausgestrahlt noch im Heimkino veröffentlicht.

## Geplante Fortsetzung
Im September 2018 kritisierte Bloodworth-Thomason in ihrer Kolumne im The Hollywood Reporter den ehemaligen CBS-Chef Lee Moonves für die Absetzung der Serie scharf. Daraufhin gab ABC, das schon lange Interesse an einer Fortsetzung der Serie hatte, diese in Auftrag. Weil Carter, Taylor, Hooks und Alice Ghostley in der Zwischenzeit verstorben sind, werden nicht mehr die alten Figuren, sondern neue, junge Charaktere im Mittelpunkt stehen, die im selben Innenarchitektur-Unternehmen arbeiten werden. Bloodworth-Thomason wird erneut als Drehbuchautorin fungieren, zudem erklärte sich Potts bereit, ebenfalls an der neuen Serie mitzuwirken, falls sie ein entsprechendes Angebot erhalte, sofern sie dafür Zeit habe. Auch Smart verkündete gegenüber Variety, in der neuen Serie mitspielen zu wollen.

## Auszeichnungen und Nominierungen (Auswahl)
BMI Film & TV Award
- BMI Film & TV Awards 1991

- Auszeichnung in der Kategorie Beste Serienmusik, für Bruce Miller

Artios Award
- Artios Award 1987

- Nominierung in der Kategorie Bestes Casting einer Comedy-Fernsehserie, für Fran Bascom

- Artios Award 1989

- Nominierung in der Kategorie Bestes Casting einer Comedy-Fernsehserie, für Fran Bascom

- Artios Award 1990

- Nominierung in der Kategorie Bestes Casting einer Comedy-Fernsehserie, für Fran Bascom

Directors Guild of America Award
- Directors Guild of America Award 1990

- Nominierung in der Kategorie Beste Regie einer Comedy-Fernsehserie, für Harry Thomason (Episode They Shoot Fat Women, Don’t They?)

Emmy
- Primetime-Emmy-Verleihung 1987

- Nominierung in der Kategorie Beste Regie einer Fernsehserie – Comedy, für Jack Shea (Episode The Beauty Contest)
- Nominierung in der Kategorie Beste Kostüme einer Fernsehserie, für Cliff Chally (Episode Oh Suzannah)

- Primetime-Emmy-Verleihung 1988

- Nominierung in der Kategorie Bestes Drehbuch einer Fernsehserie – Comedy, für Linda Bloodworth-Thomason (Episode Killing All the Right People)
- Nominierung in der Kategorie Bester Schnitt einer Multi-Kamera-Produktion, für Roger Bondelli (Episode Killing All the Right People)
- Auszeichnung in der Kategorie Beste Frisuren einer Fernsehserie, für Judy Crown und Monique DeSart (Episode I’ll Be Seeing You)

- Primetime-Emmy-Verleihung 1989

- Nominierung in der Kategorie Beste Fernsehserie – Comedy
- Nominierung in der Kategorie Beste Nebendarsteller in einer Fernsehserie – Comedy, für Meshach Taylor
- Nominierung in der Kategorie Bestes Kostüme einer Fernsehserie, für Cliff Chally (Episode Come On And Marry Me, Bill)

- Primetime-Emmy-Verleihung 1990

- Nominierung in der Kategorie Beste Fernsehserie – Comedy
- Nominierung in der Kategorie Beste Hauptdarstellerin in einer Fernsehserie – Comedy, für Delta Burke
- Nominierung in der Kategorie Beste Regie in einer Fernsehserie – Comedy, für Harry Thomason (Episode They Shoot Fat Women, Don’t They?)
- Nominierung in der Kategorie Bester Ton einer Comedy-Fernsehserie oder eines Fernsehfilms, für Larry Lasota, Anthony Constantini, Doug Gray und Rick Himot (Episode Tornado Watch)
- Nominierung in der Kategorie Bester Schnitt einer Multi-Kamera-Produktion, für Judy Burke (Episode The First Day Of The Last Decade Of The Entire 20th Century)
- Nominierung in der Kategorie Beste Kostüme einer Fernsehserie, für Cliff Chally (Episode The Rowdy Girls)

- Primetime-Emmy-Verleihung 1991

- Nominierung in der Kategorie Beste Fernsehserie – Comedy
- Nominierung in der Kategorie Beste Hauptdarstellerin in einer Fernsehserie – Comedy, für Delta Burke
- Nominierung in der Kategorie Beste Kostüme einer Fernsehserie, für Cliff Chally (Episode Keep The Home Fires Burning)

- Primetime-Emmy-Verleihung 1992

- Nominierung in der Kategorie Beste Nebendarstellerin in einer Fernsehserie – Comedy, für Alice Ghostley

GLAAD Media Award
- GLAAD Media Award 1991

- Auszeichnung in der Kategorie Beste Episode einer Comedy-Fernsehserie (Episode Suzanne Goes Looking for a Friend)

Golden Globe Award
- Golden Globe Awards 1990

- Nominierung in der Kategorie Beste Fernsehserie – Musical oder Comedy

- Golden Globe Awards 1991

- Nominierung in der Kategorie Beste Fernsehserie – Musical oder Comedy

Writers Guild of America Award
- Writers Guild of America Award 1991

- Nominierung in der Kategorie Beste Episode einer Comedy-Fernsehserie, für Linda Bloodworth-Thomason (Episode The First Day of the Last Decade of the Entire Twentieth Century)

Young Artist Award
- Young Artist Award 1994

- Nominierung in der Kategorie Beste Nebendarstellerin in einer Fernsehserie, für Lexi Randall